# Дэниелс, Митч
Митчел Элайя (Митч) Дэниелс-младший (англ. Mitchell Elias "Mitch" Daniels, Jr., 7 апреля 1949, Мононгахела, Пенсильвания) — американский политик, представляющий Республиканскую партию. Член Американской академии искусств и наук (2019). Директор Административно-бюджетного управления США (2001—03). Губернатор штата Индиана с 2005 по 2013 год. Возможный кандидат в президенты США от Республиканской партии.